# Stiefenhofen

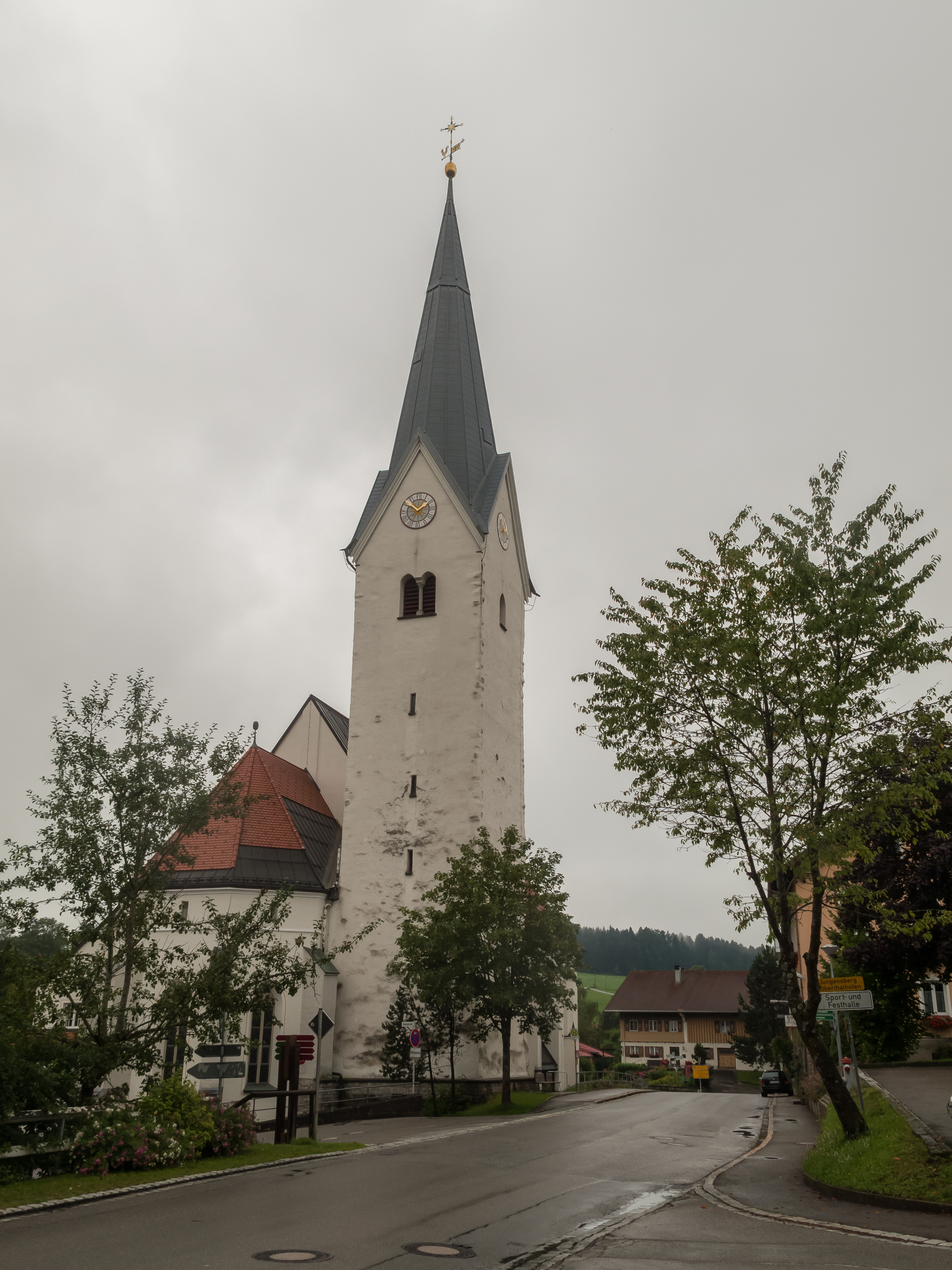
Église: katholische Pfarrkirche Sankt Martin

Stiefenhofen est une commune de Bavière (Allemagne), située dans l'arrondissement de Lindau, dans le district de Souabe.

## Points d'intérêt
- Chapelle de la peste de Stiefenhofen